# Angelo Carlos Pretti
Angelo Carlos Pretti (nacido el 10 de agosto de 1965) es un exfutbolista brasileño que se desempeñaba como delantero.
Jugó para clubes como el Yokohama Flügels, Kyoto Purple Sanga, Montedio Yamagata (NEC Yamagata) y Tokyo Gas.

## Trayectoria

### Clubes
| Club                                          | País   | Año         |
| --------------------------------------------- | ------ | ----------- |
| Sport Club Corinthians de Presidente Prudente | Brasil | 1987-1988   |
| Botafogo de Ribeirão Preto                    | Brasil | 1989        |
| Esporte Clube XV de Novembro de Jaú           | Brasil | 1990        |
| Sport Club Corinthians Paulista               | Brasil | 1990        |
| Esporte Clube XV de Novembro de Jaú           | Brasil | 1991-1992   |
| Yokohama Flügels                              | Japón  | 1993        |
| Kyoto Purple Sanga                            | Japón  | 1994        |
| Montedio Yamagata                             | Japón  | 1995 - 1997 |
| Tokyo Gas                                     | Japón  | 1998        |

## Estadística de carrera
| Club               | Año   | J. League | J. League | Copa J. League | Copa J. League | Copa del Emperador | Copa del Emperador | Total | Total |
| Club               | Año   | Part.     | Goles     | Part.          | Goles          | Part.              | Goles              | Part. | Goles |
| ------------------ | ----- | --------- | --------- | -------------- | -------------- | ------------------ | ------------------ | ----- | ----- |
| Yokohama Flügels   | 1993  | 13        | 3         | 0              | 0              | 0                  | 0                  | 13    | 3     |
| Kyoto Purple Sanga | 1994  | 25        | 17        | -              | -              | 2                  | 2                  | 27    | 19    |
| NEC Yamagata       | 1995  | 29        | 16        | -              | -              | 0                  | 0                  | 29    | 16    |
| Montedio Yamagata  | 1996  | 27        | 13        | -              | -              | 3                  | 2                  | 30    | 15    |
| Montedio Yamagata  | 1997  | 29        | 19        | -              | -              | 3                  | 4                  | 32    | 23    |
| Tokyo Gas          | 1998  | 26        | 8         | -              | -              | 3                  | 0                  | 29    | 8     |
| Total              | Total | 149       | 76        | 0              | 0              | 11                 | 8                  | 160   | 84    |

## Palmarés

### Títulos nacionales
| Título             | Club             | País  | Año  |
| ------------------ | ---------------- | ----- | ---- |
| Copa del Emperador | Yokohama Flügels | Japón | 1993 |